# شهرستان جله‌قدوق
ناحیهٔ جله‌قدوق (به ازبکی: Jalaquduq tumani، جله‌قودوق تومنی)(به روسی: Джалакудукский район) یک ناحیه در ازبکستان است که در ولایت اندیجان واقع شده‌است. ناحیه جله‌قدوق ۳۷۰ کیلومتر مربع مساحت و ۱۹۸٬۸۰۰ نفر جمعیت دارد.
تا پیش از سال ۲۰۱۶ میلادی، نام رسمی این شهرستان، شهرستان جلال‌قدوق (به ازبکی: Jalolquduq tumani، جلال‌قودوق تومنی)(به روسی: Джалалкудукский район) بوده.